# Senecio icaensis
Senecio icaensis là một loài thực vật có hoa trong họ Cúc. Loài này được H.Beltrán & A.Galán miêu tả khoa học đầu tiên năm 1997.